# Neris
Neris er en flod med udspring i Hviderusland, som strømmer gennem Vilnius (Litauen) og bliver en biflod til Nemunas ved Kaunas i Litauen. Neris er 510 km lang. Ved Vilnius er bredden ca 100 m, i Kaunas ved udmundingen er den ca 290 m.
275 km af floden løber gennem Hviderusland, hvor det kaldes Viliya, 235 km løber gennem Litauen, hvor den kaldes Neris.
Neris forbinder de to gamle litauiske hovedstæder – Kernavė og Vilnius. Langs dens bredder er der gravsteder for hedenske litauere. 25 km fra Vilnius findes de gamle gravhøje ved Karmazinai. Der er også mange mytologiske sten og en hellig eg.

## Etymologi af "Neris"
Neris er et hydronym af baltisk oprrindelse: På litauisk Narotis, Narasa (floder), Narutis (sø), relateret til det litauiske narus (dansk: dyb) og nerti (dansk: at dykke / svømme nedstrøms / fange i net / hækle). På oldprøjsisk Narus og Nara, en flod nær Moskva. Det er sandsynligt, at navnet havde betydningen at "flyde" eller en "hurtig og hvirvlende strøm".
Roden menes at være indoeuropæisk: * ner- (dansk: under-), *nerH-, o-grade *norH- og Nereus fra *snau- (dansk: ~at give mælk til / flyde).

### Navn på slavisk
På slavisk hedder Neris på hviderussisk: Вілія, (tr. Viliya tidligere Velja (dansk: ~stor / ~storslået)) på russisk: Вилия (tr. Vilija) og på polsk: Wilia.
Viliya menes at være af yngre dato end Neris. De to navne er sandsynligvis opstået på baggrund af sammenløbet af floderne Neris/Velja og Narach i det baltisk-slaviske grænseland. Det menes at balterne i oldtiden betragtede Narach som øvre del af Neris.
På litauisk representeres begge navne i stednavne som Paneriai og Paneriškės (Neris) og Valakampiai (Velja) (dansk: ~en vinkel på Velja).

## Afvandingsareal
Det totale afvandingsareal er 24.942,3 km². Hvideruslands største opdæmning af Vilija, Vilejskaja vandkraftværk, ligger ved byen Vilejka. I Litauen er afvandingsarealet 13.849,6 km². Afvandingsarealet i Litauen udgør 56% af landets samlede areal. 28% af afvandingsarealet i Litauen er dækket af skov.

### Neris bifloder
| I Hviderusland - Naratj - Servatj - Ilija(8,8 m³/s) - Usja(7,3 m³/s) - Asjmjanka | I Litauen: - Servečius(7,6 m³/s) - Žeimena(27.0 m³/s) - Musė(2,46 m³/s) - Šventoji(55,1 m³/s) - Lietava | - Dvinasė - Vokė(4,9 m³/s) - Vilnia(5,63 m³/s) - Lomena(1,18 m³/s) - Šešuva(0,81 m³/s) |

## Historie

### Mytologi om Neris
Der er usikkerhed om, hvad Neris betød i fortiden, men der er ingen tvivl om, at floden har været forbundet med begravelsesskikke. Et af de vigtigste argumenter herfor er mængden af gravhøje fra 400-900-tallet på bredden af Neris.
I perioden fra 100-300-tallet er det muligt, at indbyggerne i de store bosættelser langs Neris har sænket uforbrændte lig i floden, idet bosættelserne fra denne periode ikke har begravelsespladser.

### Mytologiske sten
Efter kristendommens indførelse i Litauen i 1387 blev indretninger fra den gamle litauiske religion ødelagt. Kun indretninger, der lå på afsides steder, overlevede. I Neris regionalpark er der omkring 27 grupper af sten og enkeltsten, der kan relateres til de hedenske religioner. Ofte har stenene ligget i Neris eller tæt på. De fleste af stenene har tydelige mærker efter mennesker med huller af forskellig størrelse af ukendt oprindelse, og enorme sten, som ifølge sagn er mennesker forvandlet til sten.

### Karmazinais gravhøje
Karmazinais gravhøjsområde er det største i Vilnius apskritis. Det samlede areal med gravhøje er 10 ha. Gravhøjene blev anvendt fra 400-tallet til 700-tallet. Tre af gravhøjene er som de eneste i Litauen blevet udforsket.

### Tømmerflådning på Neris
Neris blev op til midten af 1900-tallet benyttet til tømmerflådning. Fra det litauiske højland foregik flådningen af Neris til Kaunas, videre af Nemunas til Klaipeda, hvorfra tømmeret blev eksporteret med skib til England og Tyskland.

## Neris' fauna

### Neris og dens bredderaf Tiškevičius
1857 gennemrejste grev Konstantinas Tiškevičius hele det tidligere Storhertugdømme Litauens område, hvor han opmålte og beskrev den øvre del af Neris-floden og kortlagde alle Neris' bifloder. Hans optegnelser blev offentliggjort i bogen Neris ir jos krantai (dansk: Neris og dens bredder), som er et omfattende geografisk, historisk og etnografisk værk.

### Fisk i Neris
I Neris findes der omkring 40 fiskearter, heriblandt 14 sjældne fiskearter, der er registreret som beskyttet på litauisk og europæisk plan. Med henblik på at øge sjældne fiskebestande i Neris sættes der hvert år lakse- (latin: Salmo salar) og havørredyngel (latin: Salmo trutta trutta) ud i floden.

### Bævere i Neris
Bæveren er den største gnaver i Litauen. På grund af bæverens dæmningsbyggeri har den stor indflydelse på vandmiljøet. I begyndelsen af 1900-tallet var bæveren næsten uddød i Litauen. Nu er bestanden tilbage på sit tidligere niveau, og bæveren er almindelig bl.a. ved Neris.

### Måneskulpe (rødlistet plante)
Måneskulpe (latin: Lunaria rediviva) er en flerårig, ca. meterhøj urt. Stænglen er behåret, bladene spredte, spidse ovale til hjerteformede og har takkede kanter. De duftende blomster er blegtlilla til lyserøde. Måneskulpe er truet i Litauen og derfor rødlistet. Måneskulpen findes bl.a. i skovene langs Neris.

### Vigtigt skovhabitat
På Neris' nedre løb i Neris regionalpark findes en sumpskov med rødel på ca. 5 ha. Dette skovområde er et enestående levested for en masse arter. Rød-Elletræerne er overgroet med lav, mosser og poresvampe, og de døde træer får lov at ligge i skovbunden.